# Goniocidaria magi
Goniocidaria magi är en sjöborreart som beskrevs av Pawson 1964. Goniocidaria magi ingår i släktet Goniocidaria och familjen piggsvinssjöborrar. Inga underarter finns listade i Catalogue of Life.